# Ліцензіар
Ліцензіа́р — у загальному значені це особа, що має право видавати ліцензії іншим особам (ліцензіатам).

## Інтелектуальна власність
Ліцензіа́р — це особа, що має виключне право дозволяти використання об'єкта права інтелектуальної власності.

## Права та обов'язки
Основний обов'язок ліцензіара полягає у передачі ліцензіатові реально існуючого об'єкта власності і за можливості гарантування його безперешкодного використання в обумовлених межах. Тому в договорі має бути також визначений предмет — що передається і на яких умовах; може бути передбачений обов'язок ліцензіара разом з предметом договору передати також і всю необхідну технічну документацію і можливо право на її розмноження ліцензіатом.
Ліцензіар має визначити територію, у межах якої діятиме ліцензія. Важливою умовою договору є строк його чинності та інші строки, що визначають сторони. Це можуть бути строки морального старіння предмета ліцензії, строк повного освоєння ліцензії та інші. Важливо також передбачити правові наслідки впливу визначених строків.
Ліцензіар зобов'язаний не просто передати ліцензіатові предмет ліцензії, а й забезпечити необхідні умови для найефективнішого використання ліцензії. У цей обов'язок ліцензіара входить передача всієї інформації, необхідної за ліцензією, а також надання потрібної технічної допомоги. Для правової оцінки таких побічних зобов'язань слід у кожному конкретному випадку визначити, чи є ці об'єкти і послуги невід'ємними від предмета ліцензії, чи вони є об'єктом окремого самостійного зобов'язання, на який правовий режим ліцензійного договору не поширюється. У такому разі має бути укладений окремий договір.
У будь-якому ліцензійному договорі визначається коло прав ліцензіара, які кореспондують відповідним обов'язкам ліцензіата. Передусім ліцензіар має право вимагати від ліцензіата використання предмета ліцензії в обумовлених межах; не розголошувати зміст предмета ліцензії; не передавати предмет третім особам, якщо це не передбачено договором. Ліцензіар має право на інформацію про межі й обсяг використання предмета ліцензії та одержані ліцензіатом прибутки, а також право контролю облікової і звітної документації. Ліцензіар також має право на інформацію про наступні вдосконалення ліцензіатом предмета ліцензії та їх безоплатне використання.
Основним правом, заради якого, власне, й укладається ліцензійний договір, є право на винагороду та інші виплати за використання предмета ліцензії. Порядок обчислення, розмір та строки виплат встановлюються умовами ліцензійного договору.